# Jerzy Radziwiłowicz

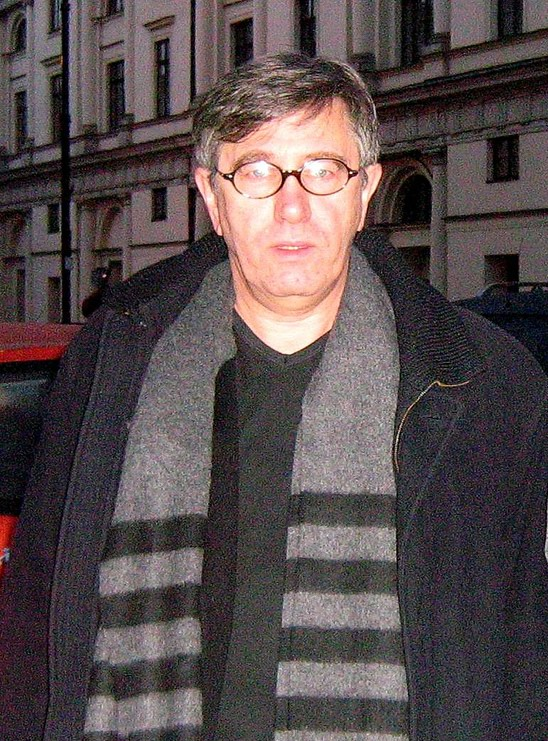
Jerzy Radziwiłowicz (2007)

Jerzy Radziwiłowicz (* 8. September 1950 in Warschau) ist ein polnischer Theater- und Filmschauspieler.

## Leben
Radziwiłowicz studierte bis 1972 Schauspiel an der Staatlichen Theaterschule (Państwowa Wyższa Szkoła Teatralna im. Aleksandra Zelwerowicza – PWST) in Warschau und war danach von 1972 bis 1996 am Alten Theater (Stary Teatr) in Kraków engagiert. Gleichzeitig arbeitete er als Lehrer an der dortigen Ludwik-Solski-Hochschule für Theater (Państwowa Wyższa Szkoła Teatralna im. Ludwika Solskiego – PWST), deren Prorektor er von 1981 bis 1984 war.
Seit 1998 gehört er zum Ensemble des Warschauer Nationaltheaters (Teatr Narodowy).
Seine bekannteste Filmarbeit ist die Doppelrolle des fiktiven Maurers und Arbeiterhelden aus dem Nowa Huta der 1950er Jahre, Mateusz Birkut, und seines Sohnes, Maciej Tomczyk, eines Solidarność-Gewerkschafters und Organisators der Streiks in der Gdańsker Leninwerft Anfang der 1980er, in Andrzej Wajdas Der Mann aus Marmor (1976, FIPRESCI-Preis in Cannes 1978) und seiner Fortsetzung Der Mann aus Eisen (1981, Goldene Palme in Cannes 1981, Oscar-Nominierung 1982).

## Filmographie (Auswahl)
- 1973: Drzwi w murze (Regie: Stanisław Różewicz)
- 1976: Dagny (Regie: Haakon Sandøy)
- 1976: Der Mann aus Marmor (Człowiek z marmuru; Regie: Andrzej Wajda)
- 1978: Ohne Betäubung (Bez znieczulenia; Regie: Andrzej Wajda)
- 1981: Ryś (Regie: Stanisław Różewicz)
- 1981: Der Mann aus Eisen (Człowiek z żelaza; Regie: Andrzej Wajda)
- 1982: Passion (Regie: Jean-Luc Godard)
- 1983: Dies rigorose Leben (Regie: Vadim Glowna)
- 1984: Ohne Ende (Bez końca; Regie: Krzysztof Kieślowski)
- 1988: Die Dämonen (Les possédés; Regie: Andrzej Wajda)
- 1994: Śmierć jak kromka chleba (Regie: Kazimierz Kutz)
- 1995: Das siebente Zimmer (Siódmy pokój; Regie: Márta Mészáros)
- 1997: Un air si pur... (Regie: Yves Angelo)
- 1998: Geheimsache (Secret défense; Regie: Jacques Rivette)
- 1999: Bill Diamond – Geschichte eines Augenblicks (Regie: Wolfgang Panzer)
- 2000: Życie jako śmiertelna choroba przenoszona drogą płciową (Regie: Krzysztof Zanussi)
- 2001: L’homme des foules (Regie: John Lvoff)
- 2001: Der schwarze Strand (La plage noire; Regie: Michel Piccoli)
- 2003: Die Geschichte von Marie und Julien (Histoire de Marie et Julien; Regie: Jacques Rivette)
- 2008: Wino truskawkowe (Regie: Dariusz Jabłoński)
- 2012: Pokłosie (Regie: Władysław Pasikowski)